# Balj
Balj (en darí: بلخ, en bactriano: βαχλο /ẞaxlə/ /bɑːlx/), también escrito Balkh o Balh, es una ciudad de Afganistán. Está ubicada a 20 km al noroeste de la capital provincial, Mazar-e Sarif y a 74 km al sur del Amu Daria, el antiguo río Oxus; uno de sus afluentes, el río Balj, discurre a 12 km de la ciudad. Esta se sitúa a 365 m s. n. m. Perteneciente a la provincia homónima.
Balj es posiblemente la ciudad más antigua de Afganistán, y se remonta a la antigua Bhakri, la Bactra que mencionan los autores clásicos griegos, una de las ciudades orientales del Imperio persa durante la conquista de Alejandro Magno, y que dio nombre a la satrapía de Bactriana; otro de los nombres que mencionan los textos clásicos es el de Zariaspa.

## Antiguas ruinas de Balj
No ha habido ningún trabajo arqueológico hasta el año 2003 en Balj. Las excavaciones han identificado estratos de los periodos aqueménida y helenístico
Las primeras construcciones budistas han sido más duraderas que los edificios del período islámico. El Top-Rustam es de 50 yds (46 metros) de diámetro en la base y 30 yds (27 metros) en la cabeza, circular y de cerca de 50 pies (15 metros) de alto. Cuatro bóvedas circulares están hundidas en el interior y cuatro pasillos se abrían paso desde el exterior, probalblemente llevaban a las cúpulas. La base del edificio está construida con ladrillos secados al sol de 2 ps (600 mm) de lado y 4 o 5 (100 a 130 mm) de grosor. El Takht-e Rustam tiene forma de cuña en planta, con los lados desiguales. Está aparentemente construido de barro pisé (p.e. barro mezclado con paja y lodo). Es posible que en esas ruinas pudiéramos reconocer el Nan Vihara descrito por el viajero chino Xuanzang. Hay restos de muchas otras estupas en la zona.
Los montículos de ruinas en el camino a Mazār-e Šarīf probablemente representan el sitio arqueológico de una ciudad incluso más antigua que estos restos sobre los que se asienta la moderna Balj.

## Historia
El cambio climático ha contribuido a la desertificación desde la antigüedad, cuando la región destacó por ser muy fértil. La antigüedad y la grandeza del lugar son reconocidos por los pobladores nativos, quien la denominaron como Madre de las Ciudades y el lugar de nacimiento de Zoroastro de Balj y también de un grupo de zoroastras, quienes están enterrados aquí. Su fundación es míticamente atribuida a Kiumars, el Rómulo Persa; y es por lo menos bien seguro, que en una fecha temprana, fue rival de Ecbatana, Nínive y Babilonia. Hay una tradición duradera de un antiguo santuario de Anahita fundado aquí, un templo rico que fue saqueado. Por un largo tiempo la ciudad y el país fueron la región central del Zoroastrismo; el fundador del grupo, Zoroastro, murió dentro de los muros de la ciudad, según el poeta persa Ferdousí. El templo de fuego de Balj, más tarde convertido en un templo budista y conocido por el nombre de Nava Vihara (Navbahar) en crónicas persas, el Kashmiri Brahmins llamado Pramukh guardan las lámparas ardientes.
En las Memorias de Xuanzang, nosotros aprendimos esto, que en su visita en el siglo VII, había en la ciudad, o sus proximidades, un centenar de conventos budistas, con 3000 devotos, y hubo un gran número de stupas, y otros monumentos religiosos. El más notable fue el Nau Behar, (denominado Bihara o Nuevo Convento), el cual posee muy caro la estatua de Buda. Una noticia curiosa de esta construcción es que fue fundada por el geógrafo árabe Ibn Hawgal, un viajero árabe del siglo X, quien describe a Balj como una ciudad construida de arcilla, con murallas y seis puertas, y una media prolongación de baranda. Él también menciona un castillo y una mezquita.
Durante el tiempo de la conquista islámica de Persia en el siglo VII, de cualquier modo, Balh suministró un puesto avanzado de resistencia y un puesto seguro para el emperador persa Yazdgerd quien huyó allí de los ejércitos de Umar.
En el siglo IX la astronomía, astrología y matemáticas florecieron en esta ciudad de la mano del sabio Albumasar.
Avicena, un tayiko nacido en Balj en 980, fue el más célebre filósofo-científico de su época. Su notoriedad se debe a sus contribuciones en el campo de la filosofía aristotélica y medicina. Sus trabajos se encontraron en el camino a Toledo, España, en donde fueron copiados y trasladaron e influenciaron la creciente filosofía aristotélica en Europa en el siglo XII.
Idrisi, en el siglo XII, habla sobre el impulso de una gran variedad de establecimientos educativos, llevando a término un activo intercambio. Había varias rutas comerciales importantes desde la ciudad, extendiéndose al oriente hasta la India y China.
En 1220 Gengis Kan saqueó Balj, asesinando a sus habitantes y arrasó todos los edificios con capacidad de defensa - tratamiento que fue emulado en el siglo XIV por Tamerlán. A pesar de esto, de cualquier modo, Marco Polo pudo describir Balj, en el siguiente siglo, como "una ciudad noble y grande".
En el siglo XVI los uzbekos llegaron a Balj. El Moghul Shah Jahan infructuosamente peleó por varios años en 1640. Balj formó la localidad de gobierno de Aurangzeb en su juventud. En 1736 fue conquistada por Nadir Shah. Bajo la monarquía de los Durani cayó en manos de los afganos; fue conquistada por el Sah Murad de Kunduz en 1820, y por algún tiempo fue dominada por el khan de Bujará. En 1850 Dost Mohammed Khan de Barakzai, capturó Balj, y desde ese tiempo permaneció bajo gobierno afgano.

### 1911
Debido al brote de malaria durante la inundación de Balj, la capital regional fue cambiada por Mazār-e Šarīf en 1870.
En 1911, la Encyclopedia Britannica lo describe como un poblado de 500 asentamientos afganos, una colonia de judíos y un pequeño bazar puesto en medio en un lugar de ruinas, acres escombros. Entrando por el oeste (Akcha) por una puerta, uno pasa por debajo de los tres arcos, en el cual los investigadores reconocieron los restos de la antigua Mezquita del Viernes (Jama Masjid). Las paredes exteriores, en su mayor parte en mal estado, fueron estimadas en 6½-7 millas (10,5 a 11,3 km) de perímetro. En el sureste, se asentaron en lo alto de un montículo o muralla, el cual indica un origen mongol para los investigadores.
El fuerte y la ciudadela ubicados al noreste fueron construidos en lo alto de la ciudad en un montículo estéril y están amurallados y foseados. Sin embargo, solo se conservaban unos pequeños restos de unos pilares de estas construcciones. La Mezquita Verde Masjid Sabz, nombrada por su cúpula verde-tejada (ilustración, a la derecha), donde se suponía que estaba la tumba del khwaja Abul Narsi Parsar, solo permanecía en pie la entrada arqueada de la antigua madrasa.
La ciudad fue guarnecida en 1911 por unos cientos de irregulares (kasidars), las tropas regulares de Turquestán afgano quienes tomaron Takhtapul, cerca de Mazār-e Šarīf. Los jardines al noreste contenían un albergue para caravanas (caravasar) que figuraba a un lado del patio, el cual fue sombreado por un grupo de magníficos árboles, Platanus orientalis.

### Actualidad
Un proyecto de modernización fue encargado en 1934, en el cual ocho calles fueron trazadas, para la construcción de casas y bazares. La moderna Balj es un centro industrial del algodón, de las pieles conocidas generalmente como pieles de cordero "Persa", y por su producción agrícola como almendras y melones. Numerosos lugares de interés deben observarse aparte de las antiguas ruinas y fortificaciones:
- La madrasa de Sayed Subhan Quli Khan.
- Bala-Hesar, el sepulcro y mezquita de Khaja Nasrat Parsa.
- La tumba de la poetisa Rabia Balji.
- La Mezquita de las Nueve Cúpulas (Masjid Now Gumbad). Esta mezquita de ornamentación exquisita, también referida como Haji Piyada, es el primer monumento islámico aún identificado en Afganistán.
- El tradicional bazar.